# Amomum burttii
Amomum burttii är en enhjärtbladig växtart som beskrevs av Rosemary Margaret Smith. Amomum burttii ingår i släktet Amomum och familjen Zingiberaceae. Inga underarter finns listade i Catalogue of Life.